# Liste des épisodes de Sol et Gobelet
Liste des épisodes de Sol et Gobelet en ordre chronologique, diffusés entre 1968 et 1971.

## 1968

### Y a-t-il un dompteur dans la salle?
Gobelet désire se faire engager comme dompteur de cirque. Le malheureux ne sait pas qu’en entrant chez lui, il aura affaire à l’affreux gorille du cirque qui s’est échappé.  Avec José Barrio (directeur du cirque), Lionel Villeneuve (le gorille) et Jean Dubost (le dompteur costaud).   Note: Cet épisode fut tourné avec un public dans le studio.  Un texte de Marc Favreau.  Premier épisode diffusé le mardi 15 octobre 1968.

### Laura Torio
Pour subvenir à ses besoins quotidiens, Gobelet descend chanter dans la rue. Sol veut l'accompagner et Gobelet lui fait donner des leçons de chant par le professeur Laura Torio.  Avec Micheline Gérin (Laura Torio).  Un texte de Marc Favreau.  Diffusion: le mardi 22 octobre 1968.

### C'est beau les vacances (1/2)
Enfin, Sol et Gobelet partent en vacances ! Ils espèrent bien profiter de beau moment de répit, mais c'est sans compter avec une sirène amoureuse et un marin grincheux.  Première de deux parties.  Avec Édith Paré (la sirène) et Yvan Canuel (le marin). Un texte de Luc Durand.  Diffusion: le mardi 29 octobre 1968.

### C'est beau les vacances (2/2)
N'arrivant pas à se reposer, Gobelet et Sol commencent à en avoir marre des vacances et décident de retourner à leur appartement.  Dernière de deux parties.  Avec Édith Paré (la sirène) et Yvan Canuel (le marin). Un texte de Luc Durand.  Diffusion: le mardi 5 novembre 1968.

### Le Gars rage
Nous sommes dans la chambre de Sol et Gobelet au treizième étage d'un immeuble. Gobelet achève la construction d'une automobile. Il enseigne à Sol les rudiments de ce que tout garagiste devrait savoir.  Gobelet voit dans un journal la photo de la fille de ses rêves.  Son rêve finira par se réaliser car Isabelle leur rend visite.  Note :  Bien qu’Isabelle et Gobelet se connaissaient dans Les Croquignoles, dans cet épisode, ils ne se connaissent pas.  Un texte de Luc Durand.  Diffusion: le mardi 12 novembre 1968.

### Tour de reins
Gobelet, ulcéré d'avoir vu Isabelle en compagnie d'un garçon démesurément grand, développe des complexes inquiétants au sujet des dimensions de son anatomie. En compagnie de Sol, il essaiera de trouver des solutions à son problème de taille.  Un texte de Luc Durand.  Diffusion: le mardi 19 novembre 1968.

### L'âme est en psychose
Gobelet est finalement victime d'une machine ahurissante qu'il a inventée. Elle transforme les êtres humains en objets ou en animaux. Pour se venger d'Isabelle qui a trop d'attentions pour son chat, Gobelet la transforme en félin. Une mauvaise manœuvre de Sol transforme Gobelet en lait. L'intrigue est nouée.  Un texte de Luc Durand.  Diffusion: le mardi 26 novembre 1968.

### Quand une flèche fait la bombe
Gobelet veut faire croire à Sol qu'il est un très grand chasseur.  Sol décide de l'impressionner aussi en allant à la chasse.  Isabelle n'est pas du tout contente que ses deux amis soient des chasseurs.  Un texte de Luc Durand.  Diffusion: le mardi 3 décembre 1968.

### Le poubellisme chez soi
Gobelet, dégoûté du repas servi par son camarade, décide de s'occuper lui-même de l'alimentation.  Mais tout commence par un grand ménage.  Ils vont à la rencontre d'un homme qui vit dans leur poubelle.  Avec Ernest Guimond (l'homme qui vit dans la poubelle).  Un texte de Luc Durand.  Diffusion: le mardi 10 décembre 1968.

### Oreille-de-Grenouille[N 1](1/2)
Les deux clowns et leur perroquet n'ont plus rien à manger. Oreille-de-Grenouille, un chef indien, veut acheter le perroquet.  Avec Louis Aubert (le chef Oreille-de-Grenouille).  Un texte de Marc Favreau.  Diffusion: le mardi 24 décembre 1968.

### Oreille-de-Grenouille (2/2)
Le chef Oreille-de-Grenouille s'est installé avec son perroquet dans la chambre des clowns. Ceux-ci veulent s'en débarrasser et c'est Yo-Yo qui leur vient en aide.  Avec Louis Aubert (le chef Oreille-de-Grenouille).  Un texte de Marc Favreau.  Diffusion: le mardi 31 décembre 1968.

## 1969

### Le maxicrobe
Gobelet déclare la guerre aux microbes.  Par erreur, Sol et Gobelet enferment un microbe dans un pot rempli de vitamines.  Ce dernier prend des proportions gigantesques.  Avec Roger Michaël (le microbe).  Un texte de Marc Favreau.  Diffusion: le mardi 7 janvier 1969.

### La comtesse Oufflée
Une comtesse partant en voyage fait demander un détective pour surveiller son appartement. Venus offrir leurs services d'entretien à la très distraite comtesse Oufflée, cette dernière les confond avec un duo de détectives et elle leur confie son appartement.  Se croyant nantis d'une mission, Sol et Gobelet se lancent dans un grand ménage époustouflant.  Avec Marthe Nadeau (la comtesse), Jean-Louis Paris (M. Laloupe, le détective).  Un texte de Marc Favreau.  Diffusion: le mardi 14 janvier 1969.

### Caméléon Gobaparte
Grand admirateur de Napoléon, Gobelet explique à Sol la vie de ce grand petit homme. Gobelet tombe sur la tête et voilà qu'il se prend pour Napoléon Bonaparte.  Peu après, un malade, déguisé en Napoléon, se présente à leur l'appartement.  Avec Jacques Galipeau (le docteur) et Roger Michaël (le malade).  Un texte de Marc Favreau.  Diffusion: le mardi 21 janvier 1969.

### L'homme en caoutchouc
Gobelet s'est mis dans la tête de créer un homme en caoutchouc.  Avec José Barrio (le commissionnaire) et Slavia (l’homme en caoutchouc).  Un texte de Luc Durand.  Diffusion: le mardi 28 janvier 1969.

### Le mauvais tour du propriétaire
Un vendeur réussit à convaincre Sol et Gobelet de faire l'essai d'un chalet à la campagne. Le chalet est en mauvais état. Avec Guy Hoffmann (Monsieur Casserolle), Roger Michaël (Noé) et Denis André (Jules).  Un texte de Luc Durand.  Diffusion: le mardi 4 février 1969.

### La téléphonite
Encore une fois, Sol et Gobelet n'ont pas payé leur loyer. Comme le propriétaire n'arrête pas de téléphoner, ils trouvent plusieurs façons de se débarrasser du téléphone.  Le téléphone haché finira dans un gâteau qui sera mangé par le propriétaire.  Avec Marcel Cabay (le propriétaire) et Élise Lavoie (la jeune fille au téléphone).  Un texte de Marc Favreau.  Diffusion: le mardi 11 février 1969.

### Le gobelet volant
Gobelet invente Le « Gobelet volant » qui le transportera dans l'espace à l'aide d'une rampe de lancement sortant par la fenêtre. Pour faire l'essai il projette l'ourson d'Isabelle. Celle-ci est furieuse et le boude. Afin de récupérer l'animal, Gobelet part en voyage interplanétaire. Il rencontre une martienne sur sa soucoupe et l'invite à déjeuner sur la terre. C'est d'ailleurs elle qui réconciliera les deux amis.  Avec Micheline Gérin (la martienne).  Un texte de Marc Favreau.  Diffusion: le mardi 18 février 1969.

### Le départ a lieu quand même[N 4]
Sol et Gobelet veulent sous-louer leur appartement pour partir en vacances.  Ils tenteront de convaincre, sans succès, un sous-locataire potentiel.  Finalement, ils partiront caché dans une valise.  Avec Roger Michaël (le sous-locataire potentiel).  Un texte de Luc Durand.  Diffusion: le mardi 25 février 1969.

### Les œufs au beurre noir
Gobelet veut se faire embaucher comme garçon de table dans un restaurant.  Le patron lui fait passer un test d'aptitude. Gagnant ainsi la confiance de son patron, Gobelet décide que Sol travaillera avec lui.  À leurs deux, ils auront tôt fait de mettre le restaurant en désordre et de faire la vie dure à leur seul client.  Avec Marcel Cabay (le propriétaire du restaurant) et Gilles Renaud (le client).  Un texte de Luc Durand.  Diffusion: le mardi 4 mars 1969.  

### La Culture du sol
Aucune description pour cet épisode.  Un texte de Marc Favreau.  Diffusion: le mardi 18 mars 1969.

### Max-la-Mitraille
Deux bandes de gangsters s'affrontent. Chef envoie Dédé déposer une bombe à Max-la-Mitraille à la cabine téléphonique mais Sol le lui redonne tout le temps.  Chef et Dédé décident de suivre Sol et Gobelet jusqu'à leur appartement.   Avec Jean-Louis Paris (Chef), Gilles Renaud (Dédé).  Max-la-Mitraille n'est que mentionné.  Un texte de Marc Favreau.  Diffusion: le mardi 25 mars 1969.

### La douche vie
Sol se fait poursuivre par tous les chiens du voisinage. Gobelet en a assez de sa malpropreté et lui installe une douche portative.  Avec Micheline La France (marchande de fleurs), Alpha Boucher (ouvrier), Jean Archambault (jardinier), Yolande Michot (pâtissière) et Jean-Claude Pilon (policier).  Un texte de Marc Favreau.  Diffusion: le mardi 15 avril 1969.

### Le poids d'un clown
Isabelle s’en va en Espagne pour participer à un concours de chant.  Sol et Gobelet cherchent des solutions toutes aussi saugrenues les unes que les autres pour l’accompagner dans ses bagages.  Entre-temps, Isabelle reçoit une lettre la signifiant que son engagement est annulé.  Pour ne pas décevoir Sol et Gobelet, Isabelle les enfermera dans une malle et leurs fera croire que le voyage a lieu quand même.  Découvrant le stratagème, Sol et Gobelet organiseront pour Isabelle un spectacle espagnol.  Avec Patrick Peuvion (commis de la compagnie d’aviation).  Un texte de Luc Durand.  Diffusion: le mardi 22 avril 1969.

### Le Manteau
Sol a lavé son manteau et il sent bon. Maintenant toutes les femmes lui courent après et lui envoient des centaines de lettres. Gobelet cherche un moyen de l'aider à échapper à ses admiratrices. Un texte de Marc Favreau.  Diffusion: le mardi 29 avril 1969.

### Le Mégalocéphale
Gobelet invente le Mégalocéphale, une machine à penser qui se nourrit de livres.  Cependant, Sol donne à la machine des livres à l'eau-de-rose.  Il s'ensuit que le Mégalocéphale s'approprie le corps de Gobelet pour séduire Isabelle.   Un texte de Luc Durand.  Diffusion: le mardi 6 mai 1969.

### Lire et délire
Gobelet est bien déterminé : il faut absolument que Sol apprenne à lire.  Il embauche un professeur mais celui-ci est tellement distrait que tout va de mal en pis et que finalement Sol ne saura pas lire davantage.  Avec Jean Perraud (le professeur).  Un texte de Marc Favreau.  Diffusion: le mardi 13 mai 1969.

### La chambre à air
Aucune description disponible.  Avec Alpha Boucher (un clochard).  Un texte de Marc Favreau.  Diffusion: le mardi 20 mai 1969.

### Le noyé du mois
Sol et Gobelet doivent déménager.  Mais le nouveau locataire n'arrive pas à aménager dans leur ancien logement.  Finalement, Sol et Gobelet pourront réintégrer leur logis.  Avec Marc Bellier (le locataire) et Marcel Cabay (le propriétaire).  Un texte de Luc Durand.  Diffusion: le mardi 27 mai 1969.

### Il était une vache[N 6]
Gobelet désire un animal et décide que Sol sera un cheval. Dans la rue, ils rencontrent un homme qui a une vache "phénomène". Quand il la perd, il accuse Sol d'être le voleur.  Avec Yvan Canuel (le fermier).  Un texte de Marc Favreau.  Diffusion: le mardi 9 décembre 1969.

### La Statue erre
Sol et Gobelet croyant sauver une fille des mains d’un bourreau, ils découvrent qu’il ne s’agissait que d’une statue.  Voulant s’en départir dans le parc, ils découvrent un voleur qui a caché son butin dans une autre sculpture.  Avec Claude Préfontaine (le sculpteur), Jacques Brouillet (le voleur), André Cartier (un faux aveugle).  Un texte de Marc Favreau.  Diffusion: le mardi 16 décembre 1969.

### Un ange passe
Sol et Gobelet font le ménage de leur chambre.  En remontant leur poubelle, ils y découvrent un ange.  Celui-ci est très offusqué et veut retourner sur ses nuages, mais hélas ses ailes sont rognées.  L’usage d’un grille-pain permettra à l’ange de retourner chez-lui.  Avec Julien Genay (l’ange). Un texte de Luc Durand.  Diffusion: le mardi 23 décembre 1969.

### Le papier pain
Sol et Gobelet s’emparent des rouleaux à tapisserie appartenant à un voisin et décident d’en tapisser les murs du salon de leur voisine excentrique.  Celle-ci en veut partout et nos deux lascars en collent sur tous les meubles, portes et fenêtres.  Avec Louis Aubert (le voisin), Micheline Gérin (la voisine excentrique) et Roger Michaël (un poseur d’affiches). Un texte de Marc Favreau.  Diffusion: le mardi 23 décembre 1969.

## 1970

### Des courants d'air
Gobelet est invité à un bal avec Isabelle. Il cherche un moyen de locomotion pour y emmener sa princesse. Il aura recours à la baignoire à voile et sur roulettes.  Un texte de Luc Durand.  Diffusion: le mardi 6 janvier 1970.

### L'agent sucré
Sol et Gobelet sont confrontés à un réseau d'agents secrets ayant pour mission de détruire la ville. Ils doivent traverser de multiples aventures dont ils sortiront victorieux.  Avec Gaétan Gladu (l’agent secret N-33), Roger Michaël  (l’agent secret B-12) et Pierre Collin (voix du chef).  Un texte de Marc Favreau.  Diffusion: le mardi 13 janvier 1970. 

### Un satané nez
Gobelet est fatigué de son nez.  Il demande à Sol de l’opérer et celui-ci lui fait un beau nez blanc.  Ils vont à la mer pour la convalescence et alors que Gobelet joue dans le sable sur le terrain de golf, un joueur confond sa balle avec le nez de Gobelet.  Il se retrouve avec un nez bleu.  Avec Gilles Renaud (golfeur - inventeur).  Un texte de Marc Favreau.  Diffusion: le mardi 20 janvier 1970.

### La Reculite aiguë
Gobelet s'interroge sur son passé. Il croit qu'en faisant tout à reculons, il obtiendra des réponses à ses questions.  Avec Bernard Lapierre (le propriétaire de l'immeuble). Un texte de Marc Favreau.  Diffusion: le mardi 21 avril 1970.

### L'épluchette de blé d'inde
Dans le but de s’enrichir, Gobelet fait une épluchette de blé d’Inde.  Afin d’attirer la clientèle, il demande à Sol de manger des épis.  Mais au bout du compte, Sol mangera tous les épis.  Heureusement, il y a Isabelle pour consoler Gobelet.  Avec Claude Michaud (le policier) et Denise Proulx (une voisine de l'immeuble).  Un texte de Luc Durand.  Diffusion: le mardi 28 avril 1970.

### Des machines
Sol et Gobelet n'ont plus un sou. Comme à chaque mois, le propriétaire s'en vient collecter son loyer. Gobelet fait l'essai d'un assortiment de machines à écrire toutes aussi drôles et en trouve finalement une qui réponde à ses besoins. Il s'installe en vitesse pour écrire un roman qui lui rapportera l'argent nécessaire à payer le loyer.  Bien attendu, le roman comprendra parmi les personnages principaux, Gobelet, Sol et Isabelle.  Avec Bernard Lapierre (le propriétaire de l'immeuble).  Un texte de Luc Durand.  Diffusion: le mardi 12 mai 1970.

### Le Sous-sol
Se rappelant sa triste enfance, Sol est déprimé. Gobelet et Isabelle tentent de renforcer sa confiance en lui.  Avec Alpha Boucher (l'homme bourru) et Lucille Lauzon (la femme qui accompagne l'homme bourru).  Un texte de Luc Durand.  Diffusion: le mardi 26 mai 1970.

### Le Gobelet vengeur
Gobelet veut venger l'honneur de Sol et d'Isabelle.  Mais l'adversaire est plus costaud que prévu.  Avec Lionel Villeneuve (Ralph, le cousin d'Isabelle).  Un texte de Luc Durand.  Diffusion: le mardi 15 septembre 1970.

### Ah... et puis flûte (première partie.  Suivi de Le fakir)
Sol trouve une flûte magique dans la poubelle, la met dans sa poche où se trouve Yo-Yo. Il devient somnambule lorsqu'il entend une musique envoûtante ce qui exaspère Gobelet.  Entre-temps, un étrange fakir débarque sans crier gare pour reprendre ce qui lui appartient.  Aimant l'appartement de Sol et Gobelet, il décide de s'y installer.  Avec Benoit Marleau (le fakir).  Dans cet épisode, on n'indique pas l'auteur du texte mais c'est probablement un texte de Marc Favreau puisqu'il a écrit la suite (i.e. l'épisode Le Fakir).  Diffusion: le mardi 22 septembre 1970.

### Le fakir (suite de Ah... et puis flûte)
Voilà maintenant plus d'une semaine que Sol et Gobelet hébergent un fakir car le tapis volant de ce dernier est en panne. Sol et Gobelet doivent donc lui offrir l'hospitalité. Gobelet commence à en avoir ras-le-bol des caprices et demandes du fakir et finit par trouver un moyen pour se débarrasser de celui-ci.  Avec Benoit Marleau (le fakir) et Judy Davis (la danseuse).  Un texte de Marc Favreau.  Diffusion: le mardi 29 septembre 1970.

## 1971

### Jamais deux sans trois
Sol, en conflit avec le double fictif de Gobelet, doit quitter leur domicile commun. Jojo, un prisonnier fugitif s'approprie la personnalité et les vêtements de Sol. Gobelet tombe dans le panneau et recueille l'imposteur jusqu'au moment où ce dernier est démasqué et retrouvé par la police.  Avec Claude Michaud (Jojo).  Un texte de Marc Favreau.  Un texte de Marc Favreau.  Diffusion: le mardi 12 janvier 1971.

### Je penche donc je suis
Gobelet fait un rêve. Le lit dans lequel il dort est penché et ceci le fait constamment tomber. Afin de retrouver son équilibre, il se met, avec l'aide de Sol, à pencher tous les meubles de la chambre puis la chambre elle-même. Ceci a pour effet de les faire marcher tout de travers.  Avec Louise Gamache (une vendeuse), Pierre Guenette (un policier) et Claude Maher (un peintre).  Un texte de Luc Durand.  Diffusion: le mardi 19 janvier 1971.

### La vieille dure ce que la verdure
Gobelet souffre de vivre dans une grande ville où il n'a plus de verdure. Il suggère à Sol de faire l'arbre. Peu après, une vieille dame informe Sol, Yo-Yo et Gobelet qu'il y a un trésor caché dans un parc.  Avec Lise Lasalle (la vieille dame) et André Richard (l'ouvrier).  Un texte de Marc Favreau.  Diffusion: le mardi 26 janvier 1971.

### Le sauvage
Gobelet est en quête de circonstances où il pourra prouver son héroïsme. Sol amorce un vol de banque pour donner à Gobelet l'occasion de démontrer sa bravoure, mais sans succès. Par contre, lors d'un incendie, Gobelet réussit le sauvetage de la jolie caissière de la banque et ils s'éprendront l'un de l'autre.  Avec Monique Lemieux (la caissière), Roger Dauphin, Armand Labelle et Georges Bélisle.  Un texte de Luc Durand.  Diffusion: le mardi 2 février 1971.

### Le Pic-à-trou-faire
Gobelet vient de mettre au point une invention formidable : le pic à trou-faire. Le seul problème, c'est que personne n'en veut.  Deux cambrioleurs prenne Sol pour un concurrent.  Gobelet réalisant que les cambrioleurs utilisent une échelle pour cacher leur butin réussira à capturer les malfaiteurs.  Avec Claude Préfontaine (Chef), Patrick Peuvion (Momo) et Jacques Morin (le policier déguisé en peintre).  Un texte de Marc Favreau.  Diffusion: le mardi 16 février 1971.

### Le casse-pied
Gobelet et Sol ont toutes les misères du monde à se débarrasser d'un colporteur un peu trop persévérant.  Le bruit attire le propriétaire qui essaie depuis longtemps de chasser les clowns de leur logement.  Mais en vain...  Avec Gaétan Gladu (le colporteur - Séraphin Poudrier de la série Les Belles Histoires des pays d'en haut) et Jean-Marie Lemieux (le propriétaire).  Un texte de Marc Favreau.  Diffusion: le mardi 23 février 1971.

### Le beau Nanza
Un vieux cowboy est poursuivi par deux bandits depuis un certain nombre d'années et se cherche une cachette. Tout fier de trouver enfin une porte à leur chambre, Gobelet décide de cacher le célèbre beau Nanza qui traîne avec lui deux portes de saloon. Mais des portes de saloon ne peuvent qu'hautement inspirer Sol et Gobelet.  Avec Yvan Canuel (le beau Nanza), Jean-Marie Lemieux, Micheline Gérin, Jacques Bilodeau et Claude Michaud.  Un texte de Marc Favreau.  Diffusion: le mardi 2 mars 1971.

### L'antivol (ou L'Anti-Vol)
Gobelet a maintenant une voiture qu'il a pourvu de systèmes antivols. Le moindre cheveu déclenche immédiatement un système d'alarme. À la moindre attaque, des appareils variés immobilisent soit les portes, soit le levier de changement de vitesse soit le contact d'allumage et empêchent l'auto de démarrer. Un jeune policier en quête de sensations croit prendre en ses clowns deux magnifiques voleurs.  Avec Raynald Bouchard (le policier).  Un texte de Luc Durand.  Diffusion: le mardi 9 mars 1971.

### De pire en piranha
Aucune description disponible. Un texte de Marc Favreau.  Diffusion: le mardi 16 mars 1971.

### La Vivi (ou La vivi)
Gobelet est amoureux d'une pauvre fille exploitée par une vieille marâtre.  Gobelet, avec l'aide de Sol et de la jeune fille réussira à faire peur à la marâtre.  Avec Hélène Loiselle (la marâtre), Louise Gamache (la fille), Jacques Morin (un soldat) et Raynald Bélisle (un soldat).  Un texte de Luc Durand.  Diffusion: le mardi 23 mars 1971.

### Bisbille
Sol et Gobelet s'ennuient: ils en ont assez de leurs personnages. Après avoir essayé plusieurs moyens de changer, sans succès, ils se passent tout le corps au savon et à l'eau de javel et comme des robots se rendent à l'institut de beauté se reconstituer une nouvelle personnalité. L'esthéticien se met vite à la tâche et en créera deux personnages extraordinaires que l'on reconnaîtra en Sol et Gobelet.  Avec Roger Michaël (opérateur de la machine), Benoit Marleau (esthéticien), Sandy Lawrence, Francine Massé, Diane Guérin, Renée Hébert, Reine France et France Laverdière.  Un texte de Luc Durand.  Diffusion: le mardi 30 mars 1971.

### Le Zorro et l'infini
Un cinéaste italien, voisin des clowns, est à la recherche d'une vedette pour son prochain film d'horreur et fait passer des auditions. Résultat, une armée de filles se ramassent sur le palier et attendent leur tour pendant qu'à l'intérieur, une après l'autre s'époumonent à qui mieux mieux pour décrocher le rôle de leur carrière. Très intrigué par ces cris, Gobelet croit à un maniaque et essaie par tous les moyens de détourner les beautés de cet horrible individu.  Avec Benoit Girard (le cinéaste italien), Louis Sincennes (un motard) et pour incarner les jeunes filles venues passer I'audition: Marie Bégin, Louise Turcot, Suzanne Vertey, Jocelyne Goyette, Roseline Hoffmann, Nicole Fontaine, Hélène Rollan, Marguerite Lemir et Marie-France Beaulieu.  Un texte de Marc Favreau.  Diffusion: lundi le 31 mai 1971, exceptionnellement à 19:30.  Toutefois, Ici Radio-Canada, annonce le même épisode le lundi 7 juin 1971, à 19:30.

### Le taxi
Pour s'acheter un taxi, Sol et Gobelet ont vidé le cochon rose de leurs économies. Comme elles sont bien maigres, le taxi va de pair. On retrouve donc nos deux clowns conducteurs d'une chaise à porteur en quête de clients à travers les rues de la métropole. Un ouvrier gigantesque impatient d'attendre l'autobus se laissera séduire par cette nouveauté et fera le voyage jusqu'à son domicile dans cet étrange moyen de locomotion.  Avec Claude Gai (l'ouvrier) et Vincent Davy (le livreur).  Un texte de Luc Durand.  Diffusion: lundi le 14 juin 1971, exceptionnellement à 19:30)

### Un jeudi, 4 mars
Sol et Gobelet dorment, fenêtre ouverte, et au cours de la nuit une merveilleuse tempête comme on vu le 4 mars s'abat encore une fois sur la ville et pénètre dans leur chambre. Résultat, une mer de neige blanche embellit leur appartement et les clowns doivent s'armer de grattes pour se frayer des petits chemins allant d'un meuble à l'autre. Mais Gobelet a une idée ! Treize étages peuvent faire une belle pente ! Et c'est ainsi qu'on les retrouve, accompagnés de skieurs dévalant les escaliers du building et se remontant à l'aide de poma-lifts.  Avec Jean-Marie Lemieux (le propriétaire), Serge L'Italien, Liliane Jolin, Guy Borduas, Paul Brown, Suzanne Marier, Normand Morin et Ivan St-Onge.  Un texte de Luc Durand.  Diffusion: lundi le 21 juin 1971, exceptionnellement à 19:30.

### Le pétrin (ou le Pétrin)
Sol et Gobelet travaillent: ils sont devenus hommes sandwiches pour une compagnie de pain. Mais ces panneaux sont bien encombrants et bien lourds, aussi décident-ils de les passer au four solaire pour les déshydrater et les rendre plus légers. Malheureusement le soleil les brûle, Sol est pris de découragement: il vient de perdre son gagne-pain. Mais l'affaire n'est pas close. Gobelet veut redonner confiance et bonheur à son ami et lui confectionne un énorme pain et par la suite une machine qui, sous action et effet de levure, les élèvera dans le ciel de Montréal.  Avec Yolande Roy (la voisine qui emprunte de la farine).  Dans Ici Radio-Canada, on indique également les comédiens suivants: Marie-France Beaulieu, Marcelle Palascio, Louise Laprade, Michèle Deslauriers, Madeleine Arsenault, Frédérique Michel, Francine Vernac, Francine Grimaldi, Léo Vanasse et Gilbert Lepage.  Ce sont probablement les voisins de qui Gobelet emprunte de la farine.  Un texte de Luc Durand.  Diffusion: le lundi 28 juin 1971, exceptionnellement à 19:30.

### La preuve par l’œuf
Gobelet est à la recherche de la forme parfaite.  Après avoir passé en revue le carré, le triangle, etc., il arrive à la conclusion que l'œuf est la forme parfaite.  Un texte de Marc Favreau.  Diffusion: le mardi 21 décembre 1971.

### La conservation
Gobelet calcule la vitesse de la lumière avec chronomètre en main.  Gobelet confie à Sol sa crainte des touristes et de leur appareil photo.  Mais tout s'arrange car la première fleur du printemps est finalement arrivé.  Un texte de Luc Durand.  Diffusion: le mardi 28 décembre 1971.

Épisode dont la date de diffusion reste à déterminer:

### Latex de clown
Sol et Gobelet nous proposent le cours d'histoire plus...élastique qui soit.  Quand l'attraction de la terre devient, pour des clowns, du latex invisible, tout peut se produire.  Un texte de Luc Durand.[réf. souhaitée]

Afin de compléter la liste des 62 épisodes, il manque un titre d'épisode à déterminer.  Cependant, il pourrait n'y avoir eu que 61 épisodes.  Nous croyons que l'épisode Il était une vache présenté dans le télé-horaire Ici Radio-Canada le 3 février 1970 sous le nom de Une vache Ri-dicule aurait été comptabilisé deux fois.

### Source bibliographiques
: document utilisé comme source pour la rédaction de cet article.
- La Semaine à Radio-Canada et Ici Radio-Canada - Horaire des chaînes françaises de radio et télévision de Radio-Canada, publication hebdomadaire, 1952-1985
- La Boîte à Souvenirs